# Jacques Santer
Jacques Santer (* 18. května 1937) je lucemburský politik.
V letech 1979–1989 byl lucemburským ministrem financí, poté 1984–1995 premiérem své země (za CSV) a od roku 1995 byl předsedou Evropské komise. V březnu 1999 celá jeho komise rezignovala kvůli korupčnímu skandálu. Santer byl od roku 1999 do roku 2004 poslancem Evropského parlamentu.

## Vyznamenání
- velkokříž Řádu Kristova – Portugalsko, 12. listopadu 1988[1]
- velkokříž Řádu islandského sokola – Island, 10. září 1990
- velkokříž Řádu prince Jindřicha – Portugalsko, 8. listopadu 1990[1]
- Medaile Gloria Artis za přínos kultuře – Polsko, 2008
- Řád vycházejícího slunce I. třídy – Japonsko, 2015